# Senoculus zeteki
Senoculus zeteki is een spinnensoort uit de familie Senoculidae. De soort komt voor in Panama.